# Sophie B. Hawkins
Sophie Ballantine Hawkins (New York, 1º novembre 1964) è una cantautrice e musicista statunitense.

## Biografia
Ha debuttato con l'album Tongues and Tails nel 1992, che ha avuto un buon successo permettendo all'artista di ottenere la candidatura al Grammy Award al miglior artista esordiente nel 1993. Il singolo che l'ha consacrata è Damn I Wish I Was Your Lover. Il suo secondo album è uscito nel 1994, prodotto da Stephen Lipson. Nel 1999 è uscito Timbre, terzo disco per la Columbia Records. Successivamente l'artista ha fondato una sua etichetta discografica, la Trumpet Swan Productions, che ha ristampato Timbre. Nel 2004 è uscito Wilderness.

## Vita privata
Si dichiara pansessuale ed ha una relazione con la regista e sceneggiatrice Gigi Gaston.

## Discografia

### Album studio
- Tongues and Tails (1992)
- Whaler (1994)
- Timbre (1999)
- Wilderness (2004)
- The Crossing (2012)

### Raccolte
- The Best of Sophie B. Hawkins (2002)
- Essential Sophie B. Hawskins (2003)
- Damn I Wish I Was Your Lover (2003)

### Live
- Live: Bad Kitty Board Mix (2006)